# Fritz Leandré
Fritz Leandré (13 marzo 1948 – 3 gennaio 2005) è stato un calciatore haitiano, di ruolo attaccante.

## Carriera

### Club
In patria gioca tra le file del Racing Club Haïtien.
Durante il periodo di militanza con il Racing Club Haïtien, fece parte della spedizione haitiana ai Mondiali tedeschi del 1974.

### Nazionale
Ha vestito la maglia di Haiti in una occasione, durante i Mondiali tedeschi del 1974.
Il suo unico incontro in Nazionale è datato 23 giugno 1974 nella sconfitta haitiana per 4-1 contro l'Argentina.

## Palmarès

### Nazionale
- Campionato CONCACAF: 1

Haiti 1973